# Obispo de Chester
El Arzobispo de Chester es un oficial de la diócesis de Chester, parte de la Iglesia de Inglaterra en la provincia de York.
La diócesis se expande alrededor de la mayoría del condado histórico de Cheshire, incluyendo la Península de Wirral y su sede episcopal en la ciudad de Chester, misma que está localizada en la Iglesia Catedral de Cristo y la Santa Virgen María, que era anteriormente la abadía Benedictina de Santa Werburga, la cual fue elevada a catedral en 1541.  La residencia del arzobispo es la "casa del obispo" en Chester.
Cheshire ha contado con un arzobispado desde 1072 cuando la sede se encontraba en la Iglesia de San Juan El Bautista hasta 1102. La presente diócesis fue formada en 1541 bajo el reinado de Enrique VIII de Inglaterra.  El actual arzobispo de Chester es el Reverendo Peter Robert Forster, PhD, el cuadragésimo "Lord Arzobispo de Chester", que fuera nombrado el 11 de enero de 1997.

## Inicios
Chester, en varios períodos de su historia, ha tenido arzobispo y catedral, hasta los inicios del siglo XVI en forma intermitente.  Incluso después de la conquista normanda, el título de "Arzobispo de Chester" se encuentra en documentos aplicados a prelados que podrían ser llamados correctamente como Arzobispo de Mercia o Arzobispo de Lichfield. Después del Concilio de Londres del año 1075 se decretó la transferencia de todas las sedes episcopales hacia las ciudades.  Peter, el arzobispo de Lichfield, movió su sede desde Lichfield a Chester, llegando a ser conocido como el Arzobispo de Chester. Allí, él escogió como su catedral la Iglesia Catedral de Cristo y la Santa Virgen María, sede que se mantuvo hasta el año 1102.
El siguiente arzobispo, sin embargo, trasladó la sede a Coventry, por un poderoso monasterio que se encontraba allí, aunque mantuvo el palacio episcopal en Chester. La diócesis de Coventry y Lichfield tenía una extensión considerable, y quizá se encontró conveniente tener algo análogo a la catedral en Chester, aun cuando la catedral misma se encontrara en cualquier otro lugar, por lo que es posible ver que la iglesia de San Juan fue calificada como catedral por un período considerable de tiempo, teniendo su propio decano y sus capítulos canónicos seculares hasta el tiempo de la reforma. Pero la base eclesiástica principal en Chester fue el monasterio benedictino de Santa Werburga, la iglesia que finalmente llegó a ser la Iglesia Catedral de Cristo y la Santa Virgen María. Este sitio ha sido utilizado aún durante el periodo cristiano de la ocupación romana por una iglesia dedicada a San Pedro y San Pablo, y rededicada a Santa Werburga y San Osvaldo durante el periodo sajón.  La iglesia sirvió como capítulo de cánones seculares hasta 1095 cuando Hugh d'Avranches, Primer Conde de Chester, lo convirtió en un monasterio benedictino, con la cooperación de San Anselmo, que mandó a uno de sus monjes llamado Ricardo, a ser el primer abad. Una nueva iglesia fue construida por él y sus sucesores.
Este monasterio, pese a haber sufrido pérdidas de terreno por las depredaciones de los galeses y los ataques del mar, ha prosperado, y en los siglos XIII, XIV y XV los monjes transformaron la iglesia en un edificio gótico.

## Periodo Tudor
En 1541 Enrique VIII de Inglaterra, sin contar con una sanción papal, creó seis nuevas sedes episcopales, una de las cuales fue la de Chester. El arquidiocesado de Chester, proveniente de la diócesis de Coventry y Lichfield, así como el de Richmond, proveniente de York, fueron combinados para formar la nueva sede y se indicó que la abadía, ahora catedral, fuera utilizada por un diácono y seis  prebendas, siendo el antiguo abad, el primer decano. Al principio, la diócesis fue anexada a la provincia de Canterbury, pero por medio de un decreto del parlamento, fue transferida a York. El primer arzobispo fue el carmelita John Bird, un doctor que atrajo la atención del rey por sus sermones en los cuales predicaba contra la supremacía del Papa.  Habiendo sido ya recompensado por su nombramiento como Arzobispo de Bangor, fue trasladado a Chester. El día de la coronación de María I de Inglaterra, fue privado de su título por ser un hombre casado y murió siendo vicario de Dunmow en 1556.
Independientemente de los orígenes de la diócesis, fue reconocida por la Santa Sede, durante el reinado de María I de Inglaterra. George Cotes, Máster de Balliol y profesional en teología, fue nombrado arzobispo por la Santa Sede. En 1556 fue sucedido por Cuthbert Scott, teólogo y vicecanciller de la Universidad de Cambridge. En la ascensión al poder de Isabel I de Inglaterra fue uno de los cuatro arzobispos nombrados para defender la doctrina católica en la conferencia de Westminster, e inmediatamente después de esto, fue llevado a la torre y hecho prisionero en 1559. Siendo liberado bajo fianza, logró escapar hacia el continente. Murió en Lovaina el 9 de octubre de 1564.